# (3034) Climenhaga
(3034) Climenhaga est un astéroïde de la ceinture principale.

## Description
(3034) Climenhaga est un astéroïde de la ceinture principale. Il fut découvert le 24 septembre 1917 à Heidelberg par Max Wolf. Il présente une orbite caractérisée par un demi-grand axe de 2,32 UA, une excentricité de 0,21 et une inclinaison de 4,9° par rapport à l'écliptique.

## Compléments